# فيكتور هنري أندرسون
فيكتور هنري أندرسون (بالإنجليزية: Victor Henry Anderson) هو شاعر أمريكي، ولد في 21 مايو 1917 في كلايتون في الولايات المتحدة، وتوفي في 20 سبتمبر 2001.